# Meyerhaus

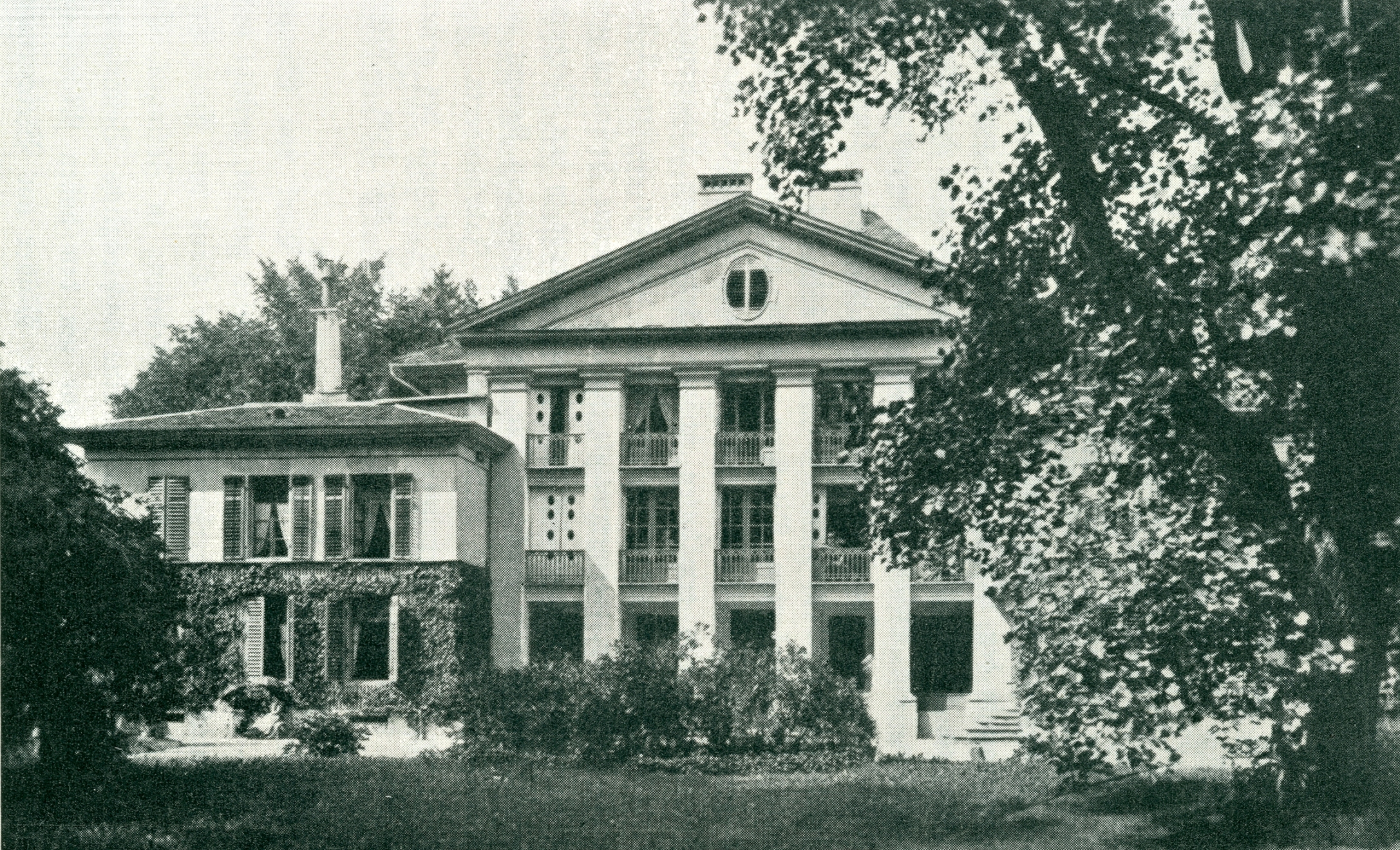
Meyerhaus, Gartenfassade vor 1939. Der Eckpavillon rechts
wird von dem Baum verdeckt.

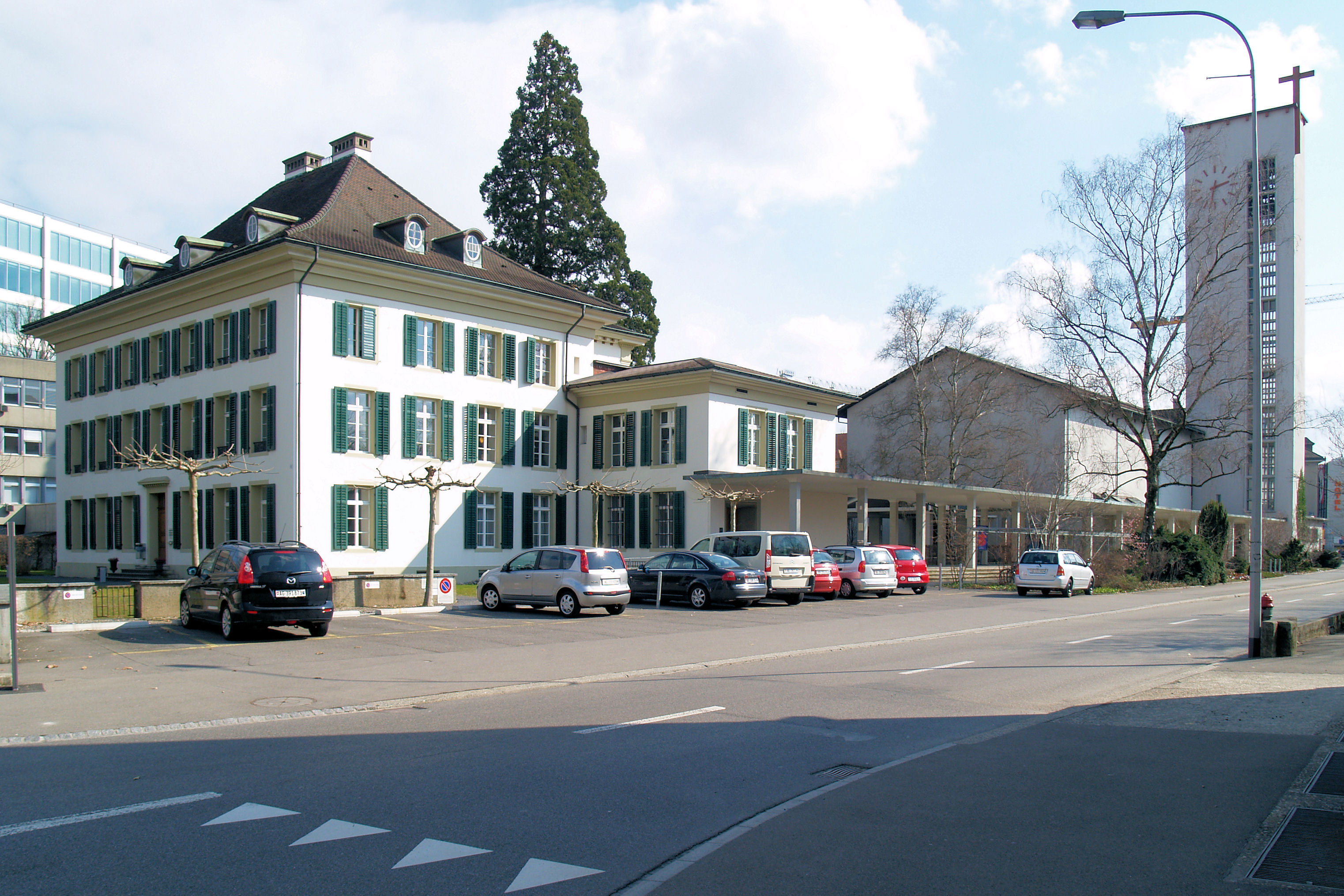
Meyerhaus, Strassenfassade heute. Rechts die 1940 errichtete Kirche St. Peter und Paul.

Als Meyerhaus wird in Aarau das 1794–1797 errichtete Haus Laurenzenvorstadt 80 bezeichnet. Die Familie des Bauherrn  Johann Rudolf Meyer Sohn verkaufte es 1830 der Familie Feer, weshalb es auch Feer(en)gut genannt wurde. Seit 1937 ist es im Besitz der römisch-katholischen Kirchgemeinde Aarau, 1939 wurde es zum Pfarrhaus umgebaut.

## Geschichte
1791 begann der Seidenbandfabrikant und Naturforscher Johann Rudolf Meyer Sohn (1768–1825) durch den Bau der Meyerschen Stollen einen Teil des Landes zu entsumpfen, das die Geschwister seiner Frau Margarete Saxer (1769–1805) ausserhalb der Stadt besassen. Im folgenden Jahr erwarb er das erwähnte Land. 1794–1797 errichtete er darauf eine Villa. Mit der Projektierung betraute er Johann Daniel Osterrieth (1768–1839) aus Strassburg, der seit 1789 in Bern tätig war.
Das Gebäude enthielt Wohnungen für den Bauherrn und dessen Bruder Hieronymus (1769–1844). Auch Meyers Freund, der Geologe Johann Samuel von Gruner, wohnte hier. Im Parterre des westlichen Eckpavillons richtete Meyer ein Laboratorium ein, in den beiden Kellergeschossen der Villa eine Seidenfärberei, die durch die Stollen mit Wasser versorgt wurde und jene in der Fabrik seines gleichnamigen Vaters (heute Alters- und Pflegeheim Golatti) ersetzte. In der Gründungsphase der Helvetischen Republik beherbergte der Hausherr monatelang Johann Heinrich Pestalozzi. 1809 ging die Villa in den Besitz von Hieronymus über. Um 1810 errichtete Johann Rudolf dahinter eine Seidenbandfabrik. Diese nutzte mit Hilfe eines riesigen unterirdischen Wasserrads die Energie des Wassers in den Stollen.
1818 verkaufte Hieronymus die Villa an Johann Rudolfs Sohn Johann Gottlieb (1793–1829). Dieser scheint noch vor der Verhaftung des Vaters, der die letzten fünf Jahre seines Lebens als Falschmünzer in badischen Haftanstalten verbrachte, auch Besitzer der Fabrik geworden zu sein. Nach seinem Tod übernahm sein Associé Friedrich Heinrich Feer (1790–1865) die Firma. Von Johann Gottliebs Witwe erwarb der spätere Stadtammann 1830 auch die Villa. 1937 verkaufte die Familie Feer die Liegenschaft der römisch-katholischen Kirchgemeinde Aarau, die das Gebäude 1939 zum Pfarrhaus umbaute. Südlich davon wurde 1940 die Kirche St. Peter und Paul errichtet. Die Fabrik samt der Radstube musste in den 1980er Jahren dem Erweiterungsbau der Hauptpost weichen.

## Bauwerk
Die klassizistische Villa präsentiert sich auf der Strassenseite im Norden als Bürgerhaus, auf der Gartenseite im Süden hingegen als Schloss mit tempelartiger Giebelfront und zwei Eckpavillons. Der Haupttrakt hat rechteckigen Grundriss. Durch seine Mitte verläuft in Nord-Süd-Richtung ein Korridor. Auf der Ostseite desselben befindet sich das geräumige Treppenhaus mit einer dreiarmigen Treppe. Zwischen den gartenseitigen Seitenflügeln, die um ein Stockwerk niedriger sind als der Haupttrakt, standen sechs kolossale Pfeiler mit toskanischen Kapitellen, die den oberen Stockwerken vorgelagerte Balkone trugen. Letztere wurden beim Umbau von 1939 zum Hausinnern geschlagen, was die Pfeiler zu flachen Pilastern degradierte. Auch die Symmetrie ging verloren, indem eine offene Wandelhalle an den westlichen Eckpavillon angebaut wurde. Die Anordnung der Zimmer wurde verändert, so dass keine erwähnenswerten Elemente der ursprünglichen Innenausstattung erhalten blieben.
Bei Umbau wurden in einer Wandnische Akten gefunden, die der Bauherr dort in der Revolutionszeit eingemauert hatte. Daraus geht hervor, dass Osterrieth im Februar 1794 die ersten drei Grundrisse schickte. Die Fundamente waren im September 1795 gelegt, die Zimmermannsarbeiten konnten im Juni 1796 abgeschlossen werden. Danach war noch der Innenausbau zu beenden, was sich bis 1797 hinzog. Originalpläne des Architekten zeigen, dass die Eckpavillons zeitgleich mit dem Haupttrakt errichtet wurden, die Gartenfront mit den Pfeilern hingegen erst in einer zweiten Bauphase. Der Garten war ursprünglich in klassizistischen Formen gehalten.